# Serpur
Serpur è una suddivisione dell'India, classificata come census town, di 7.228 abitanti, situata nel distretto di Murshidabad, nello stato federato del Bengala Occidentale. In base al numero di abitanti la città rientra nella classe V (da 5.000 a 9.999 persone).

## Geografia fisica
La città è situata a 24° 07' 58 N e 88° 00' 05 E.

## Società

### Evoluzione demografica
Al censimento del 2001 la popolazione di Serpur assommava a 7.228 persone, delle quali 3.638 maschi e 3.590 femmine. I bambini di età inferiore o uguale ai sei anni assommavano a 1.511, dei quali 784 maschi e 727 femmine. Infine, coloro che erano in grado di saper almeno leggere e scrivere erano 2.795, dei quali 1.713 maschi e 1.082 femmine.